# 성별 불일치의 원인
성별 불일치(gender incongruence) 또는 젠더 불일치는 출생 시 지정된 성별과 일치하지 않는 성별 정체성을 갖는 상태이다. 이는 트랜스젠더 또는 트랜스섹슈얼로 자신을 규정하는 사람들이 경험하며, 종종 성별 불쾌감을 초래한다. 성전환증 등 성별(젠더) 불일치의 원인은 수십 년 동안 연구되어 왔다.
트랜스젠더 뇌 연구, 특히 여성에게 끌리는 트랜스 여성(여성애)과 남성에게 끌리는 트랜스 남성(남성애)에 대한 연구는 제한적이다. 테스트된 개인 수가 적기 때문이다. 쌍둥이에 대한 연구에 따르면 성 불일치의 유전적 원인이 있을 가능성이 있지만, 관련된 정확한 유전자는 알려져 있지 않거나 완전히 이해되지 않았다.

## 같이 보기
- 간성 (성)
- 남녀한몸
- 참남녀한몸증
- 거짓남녀중간몸증
- 비이분법적 젠더
- 쌍둥이 연구
- 성 차이의 신경과학
- 성적 뇌
- 젠더
- 섹스와 젠더의 구분